# Caja canópica

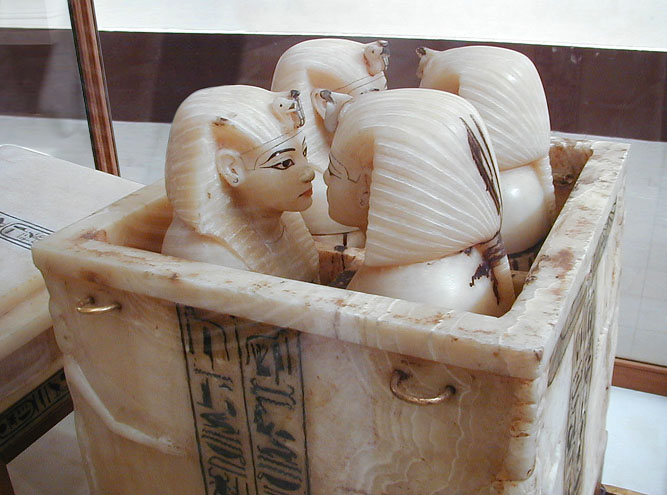
Caja canópica de Tutankamón. Museo egipcio, Cairo.

Las cajas canópicas son recipientes utilizados por los antiguos egipcios para contener los órganos internos extraídos durante el proceso de momificación. Una vez los vasos canopes se comenzaron a utilizar, a finales de la Cuarta Dinastía, los vasos eran colocados dentro de estas cajas. A pesar de que la primera caja canópica comprobada se fecha durante entierros de la Cuarta Dinastía, en el reinado de Sneferu, hay evidencias que apuntan a que ya habían existido en las dependencias de Saqqara datadas en la Segunda Dinastía.

## Conexiones con la antigua cultura egipcia

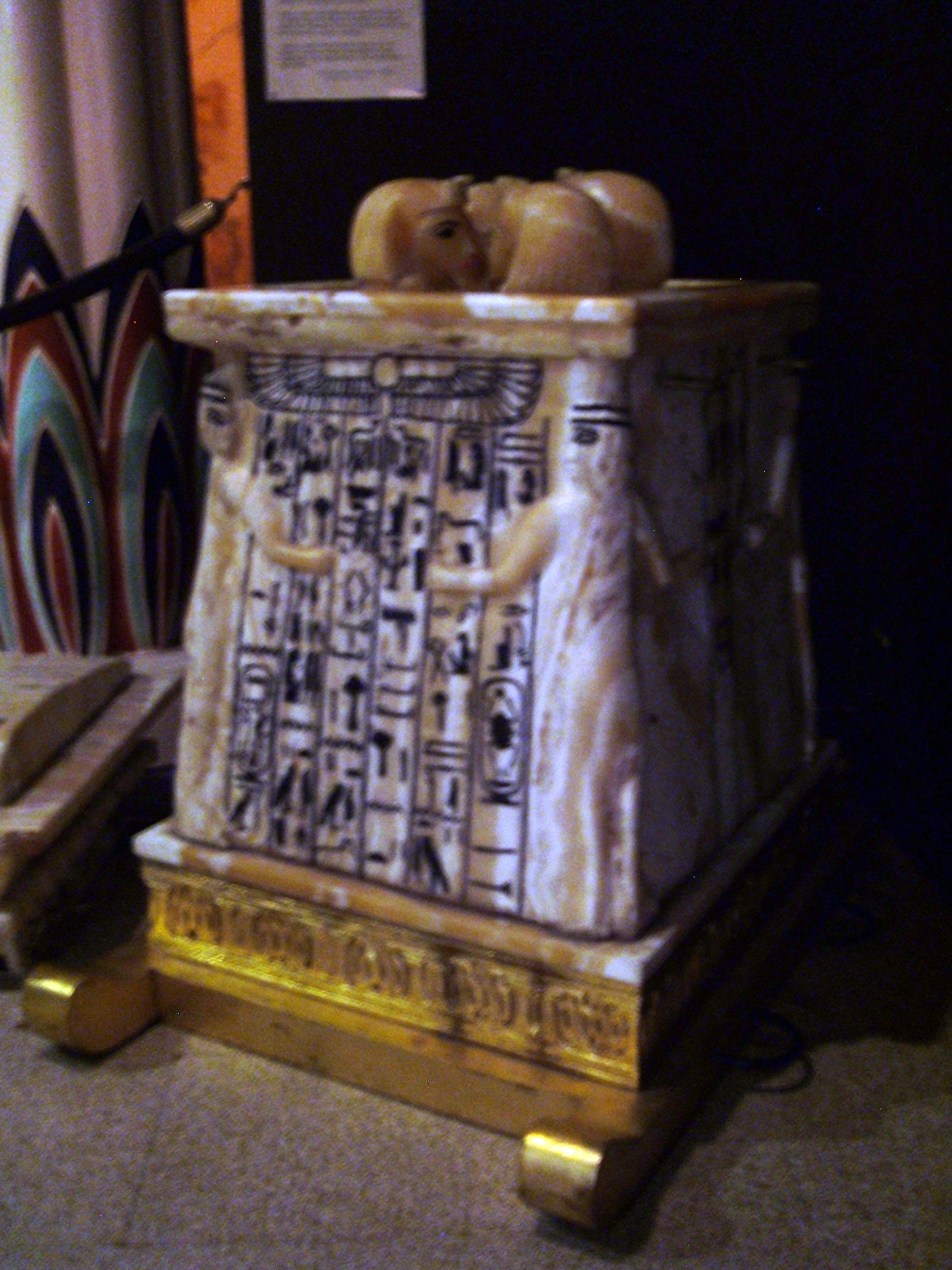
Réplica de la caja canópica de Tutankamón en la exposición del Museo Egipcio Rosacruz.

Las cajas canópicas tuvieron un lugar importante dentro de la cultura egipcia. Contenían los órganos internos (vísceras) de las momias, por lo que se relacionaban con la creencia egipcia de que la vida tras la muerte era tan importante como la vida anterior. Los egipcios creían que todo tenía que ser perfectamente preservado para el viaje a la tierra después de la vida y como parte del proceso de momificación sacaban las vísceras del cuerpo normalmente a través de una incisión en el costado, se lavaban con vino de palma, se secaban en un baño de natrón y se vendaban con tiras de lino antes de su introducción en el canopo correspondiente. 

## Cambios a través de historia
Las primeras cajas canópicas eran sencillas, de madera, pero con el tiempo fueron llegando a ser más elaboradas, en piedra tallada. Hacia finales de la 21.ª Dinastía (1069-945 a. C.), los embalsamadores egipcios empezaron a dejar las vísceras empaquetadas dentro de las momias, lo que pronto se acabó generalizando, aunque como habían estado utilizando cajas canópicas durante miles de años las mantuvieron dentro de las tumbas, pero sin nada en ellas. Las cajas canópicas cayeron definitivamente en desuso durante el periodo tolemaico.

## Estilo y materiales
El estilo y los materiales eran diferentes según las épocas, aunque siempre reflejaron el ideal egipcio de la belleza perfectamente medida y precisa.

### Periodo tolemaico
Las cajas altas de madera en forma de santuario tenían pintura brillante en los laterales y un halcón agachado en la tapa. Los artesanos cubrían la madera con una imprimación de yeso con el fin de prepararla para el pigmento con el que pintaban sobre ella. Toda la decoración refleja la religión egipcia. El halcón superior representa Socar, un dios funerario, y la decoración lateral muestra al dueño del cofre adorando a Osiris, dios del inframundo y la resurrección; Ra-Horajty, una deidad solar combinación de los dioses Horus y Ra; los cuatro hijos de Horus, cada uno guardián, a su vez, de cada una de las vísceras tradicionales sacadas durante la momificación y con una divinidad femenina asignada (Amset, representado con una cabeza humana, estaba vinculado a Isis y al sur, protegía el hígado; Hapi, con una cabeza de babuino, vinculado a Neftis y al norte, conservaba los pulmones; Duamutef, con una cabeza de chacal, vinculado a Neit y al este, preservaba el estómago; Quebesenuf, con una cabeza de halcón, vinculado a Serket y el oeste, guardaba los intestinos); El Pilar Dyed, que representa a Osiris y se asociaba al concepto de "estabilidad", y el tyet, que representa a Isis y asociado al poder vital. La pintura no estaba tan perfectamente medida y precisa como en el arte egipcio más temprano, porque el arte egipcio estaba decayendo desde la Baja Época, solo imitando los modelos antiguos.